# Štěpán Smrčka
Štěpán Smrčka est un ancien joueur de volley-ball tchèque né le 3 août 1981 à České Budějovice (Bohême du Sud). Il mesure 2,00 m et joue central.

## Clubs
| Club             | De        | À         |
| ---------------- | --------- | --------- |
| Ceske Budejovice | 1999-2000 | 2007-2008 |
| Paris Volley     | 2008-2009 | 2009-2010 |
| Ceske Budejovice | 2010-2011 | 2011-2012 |

## Palmarès
- Championnat de France (1)
  - Vainqueur : 2009
- Championnat de République tchèque (4)
  - Vainqueur : 2000, 2002, 2007, 2008
- Coupe de République tchèque (3)
  - Vainqueur : 2000, 2002, 2003